# Парлато, Гретчен
Гретчен Парлато (англ. Gretchen Parlato, род. 11 февраля 1976) — американская джазовая певица. Выступала и записывалась с такими музыкантами, как Уэйн Шортер, Херби Хэнкок, Кенни Бэррон, Эсперанса Сполдинг, Теренс Бланшар, Маркус Миллер и Лайонел Луке.
Альбом Live in NYC (2013) был номинирован на премию Грэмми как лучший джазовый вокальный альбом, а также получил 4,5 звезды от журнала DownBeat. DVD альбома заняло первое место в списке лучших музыкальных видеоклипов iTunes. Альбом The Lost and Found (2011) получил более 30 национальных и международных наград, в том числе «Вокальный альбом № 1 по опросу джазовых критиков» в 2011 году и «Вокальный джазовый альбом года» на iTunes. Второй релиз 2009 года, In a Dream, стал вокальным альбомом № 1 по результатам опроса джазовых критиков 2009 года и назван Billboard «самым соблазнительным джазовым вокальным альбомом 2009 года».
С 2013 года Парлато является преподавателем Манхэттенской музыкальной школы.

## Ранние годы

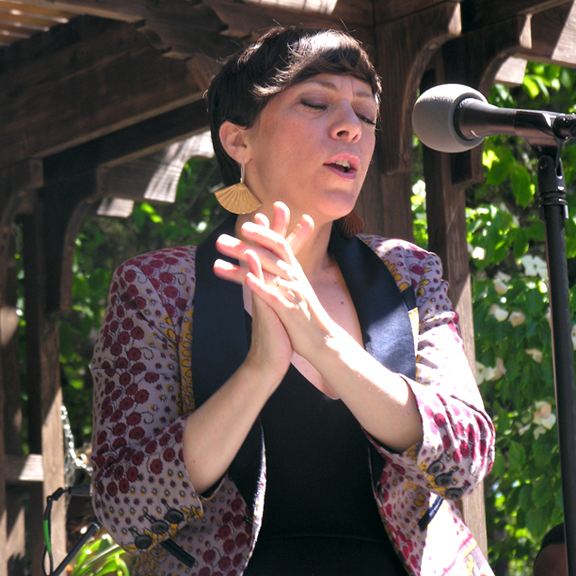
Jazz at Filoli, Вудсайд, Калифорния, март 2015 года

Парлато родилась в 1976 году в Лос-Анджелесе, штат Калифорния, в семье Дейва Паралато, бас-гитариста Фрэнка Заппы. Он работал с Элом Джарро, Доном Престоном, Барброй Стрейзанд, Генри Манчини, Полом Хорном, Габором Сабо, Бадди Ричем, Доном Эллисом и записывался для телевидения и кино. Ее дедушкой был трубач и певец Чарли Парлато, игравший в биг-бэнде Кея Кайзера, а также с Теннесси Эрни Фордом и Лоуренсом Велком. Парлато, выросшая в 1980-х годах, говорит, что она была девочкой из долины (англ. valley girl).
В детстве она находилась под влиянием босановы: «Я листала коллекцию пластинок моей мамы, и меня поразила обложка альбома Стэна Гетца и Жуана Жилберту 1963 года Getz/Gilberto. На обложке было изображение абстрактной картины. Я вынула альбом, включила его, и услышала голос Жуана Жилберту. Фактура и простота музыки поразили меня — даже в 13 лет. Это определенно было поворотным моментом».
Парлато училась в Высшей школе искусств округа Лос-Анджелес, а затем получила степень бакалавра в области этномузыкологии/джазовых исследований в Калифорнийском университете в Лос-Анджелесе.
В 2001 году она была принята в Институт джазового исполнительства Телониуса Монка, в котором преподавали Херби Хэнкок, Теренс Бланшар и Уэйн Шортер. Парлато стала первой вокалисткой, допущенной к программе обучения.
В 2003 году Парлато переехала в Нью-Йорк. Год спустя она заняла первое место на Международном конкурсе джазового вокала Телониуса Монка в Кеннеди Центре (Вашингтон), в жюри которого были: Куинси Джонс, Флора Пурим, Аль Джарро, Курт Эллинг, Ди Ди Бриджуотер и Джимми Скотт. В 2005 году она выпустила свой первый одноименный альбом Gretchen Parlato. В сентябре 2007 года она выступила с Уэйном Шортером на джазовом фестивале La Villette в Париже.

## Альбомы

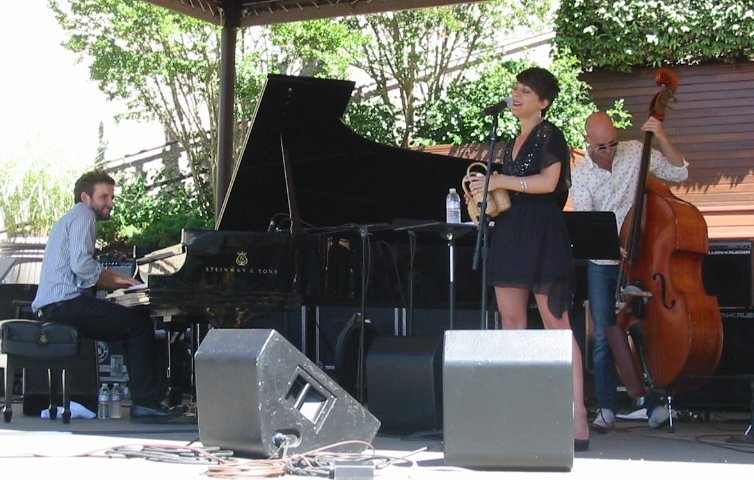
Джазовый фестиваль в Хилдсбурге, 2010 год — с Тейлором Эйгсти на фортепиано, Аланом Хэмптоном на басу и Кендриком Скоттом на барабанах.

В июле 2008 года Парлато подписала контракт с независимым лейблом ObliqSound. Весной 2009 года была представлена в четырехсерийном сериале Иконы среди нас: джаз в настоящем времени (англ. Icons Among Us: Jazz in the Present Tense) на канале The Documentary Channel. В августе 2009 года Гретчен выпустила свой второй альбом In a Dream. Он был признан лучшим джазовым вокальным альбомом по результатам опроса Jazz Critics Poll (2009) и вошел в ежегодную десятку лучших списков JazzTimes, NPR и Boston Globe.
Весной 2010 года Ассоциация джазовых журналистов номинировала ее на звание певицы года. В июне/июле Парлато выступала на джазовых фестивалях в Стокгольме и Хилдсберге, а также в Нью-Йорке, Монреале, Париже, Гааге, Копенгагене, Штутгарте и Молде, Норвегия, в составе Тейлора Эйгсти, Алана Хэмптона и Марка Гилианы. В августе она была признана восходящей звездой в ежегодном опросе критиков журнала DownBeat.
В 2011 году Парлато выпустила свой второй альбом на ObliqSound под названием The Lost and Found с Тейлором Эйгсти, Дерриком Ходжем, Кендриком Скоттом, Дайаной Стивенс, Аланом Хэмптоном; Роберт Гласпер выступил в качестве продюсера. На этом альбоме она представила четыре собственные песни, написала тексты к композициям своих коллег-музыкантов и композиции «Juju» Уэйна Шортера. Кроме того, она переосмыслила самбу Паулиньо да Виолы и популярные R&B-композиции Мэри Джей Блайдж, Лорин Хилл и Simply Red. Альбом вошел в десятку лучших по результатам более 30 опросов в США и Европе.
Сделав перерыв в своем напряженном гастрольном графике по случаю рождения сына, Парлато подписала контракт с Edition Records летом 2020 года. В марте 2021 года вышел новый альбом Flor с Марселем Камарго (гитара, музыкальный директор), Артемом Манукяном (виолончель), Лео Коста (ударные, перкуссия) при участии Аирто Морейры, Джеральда Клейтона и Марка Гилиана.
Парлато была приглашенным вокалистом на более чем 80 записях, в том числе на трех альбомах Эсперансы Сполдинг Radio Music Society, Chamber Music Society и Esperanza; The Traveler Кенни Бэррона; Renaissance Маркуса Миллера; альбомах Лайонела Лука Heritage и Virgin Forest; Flow Теренса Бланшара и The Mosaic Project Терри Лайн Кэррингтон (премия «Грэмми» за лучший джазовый вокальный альбом).

## Награды
- Вокальный джазовый альбом года по результатам опроса джазовых критиков (2009), In a Dream
- Лучший вокальный альбом по версии NPR Music Jazz Critics Poll (2011), The Lost and Found
- Лучшая вокалистка — расширенный опрос критиков JazzTimes (2011)
- Восходящая звезда женщина — опрос критиков Downbeat (2011)
- Премия ASCAP за заслуги в написании песен (2011)
- Лучшая вокалистка, Ассоциация джазовых журналистов (2012)
- Номинация на премию Грэмми — лучший джазовый вокальный альбом, Live in NYC (2015)

## Дискография

### Как лидер
- Gretchen Parlato (2005)
- In a Dream (ObliqSound, 2009)
- The Lost and Found (ObliqSound, 2011)
- Live in NYC (ObliqSound, 2013)
- Tillery с Беккой Стивенс, Ребеккой Мартин (Larrecca Music, 2016)
- Flor (Edition Records, 2021)

### Как приглашенный артист
С Эсперансой Сполдинг
- Esperanza (Heads Up/Concord, 2008)
- Chamber Music Society (Heads Up/Concord, 2010)
- Radio Music Society (Heads Up, 2012)

С Беккой Стивенс
- Walking in the Air (Sunnyside, 2011)
- Weightless (Sunnyside, 2011)
- My Life Is Bold (2012)

С другими
- Кенни Бэррон, The Traveler (Sunnyside, 2008)
- Дэвид Бинни, Graylen Epicenter (Mythology, 2011)
- Массимо Биолкати, Persona (ObliqSound, 2008)
- Теренс Бланшар, Flow (Blue Note, 2005)
- Терри Лайн Кэррингтон, The Mosaic Project (Concord, 2011)
- Джеральд Клейтон, Life Forum (Concord, 2013)
- Джон Даверса, Artful Joy (BFM Jazz, 2012)
- Марк Гилиана, Beat Music (2012)
- Марк Гилиана, My Life Starts Now (Beat Music, 2014)
- Янек Гвиздала, Mystery to Me (2004)
- Фрэнсис Джейкоб, Side-by-Side (2006)
- Шон Джонс, Kaleidoscope (Mack Avenue, 2007)
- Лайонел Луке, Virgin Forest (ObliqSound, 2007)
- Лайонел Луке, Heritage (Blue Note, 2012)
- Шай Маэстро, The Stone Skipper (Sound Surveyor, 2016)
- Грегуар Марет, Scenarios (ObliqSound, 2007)
- Кейко Мацуи, Echo (Шаначи, 2019)
- Нильсон Матта, Black Orpheus (Motema, 2013)
- Маркус Миллер, Renaissance (Victor Japan, 2012)
- Энди Милн, Forward in All Directions (Whirlwind, 2014)
- Ховино Сантос Нето, Veja o Som (See the Sound) (Adventure, 2010)
- New West Guitar Group, Sleeping Lady (2009)
- New West Guitar Group, Send One Your Love (Summit, 2015)
- Джоэл Росс, Kingmaker (Blue Note, 2019)
- Джо Сандерс, Introducing Joe Sanders (Criss Cross, 2012)
- Суреш Сингаратнам, Джейми Рейнольдс, That Is You (Suresong, 2010)
- Нейт Смит, Kinfolk: Postcards from Everywhere (Ropeadope, 2017)
- Уолтер Смит III, Casually Introducing Walter Smith III (Fresh Sound, 2006)
- Дайна Стивенс, That Nepenthetic Place (Sunnyside, 2013)
- The Sugarplastic, Bang, The Earth Is Round (Geffen, 1996)
- The Sugarplastic, Resin (Escape Artist, 2000)